# Cantharellus henricii
Cantharellus henricii é uma espécie de fungo pertencente à família Cantharellaceae.